# Клейкомо (Міссурі)
Клейкомо (англ. Claycomo) — селище (англ. village) в США, в окрузі Клей штату Міссурі. Населення — 1343 особи (2020).

## Географія
Клейкомо розташоване за координатами 39°11′56″ пн. ш. 94°28′46″ зх. д. / 39.19889° пн. ш. 94.47944° зх. д. (39.198948, -94.479487).  За даними Бюро перепису населення США в 2010 році селище мало площу 6,61 км², уся площа — суходіл.

## Демографія
Згідно з переписом 2010 року, у селищі мешкало 1430 осіб у 672 домогосподарствах у складі 369 родин. Густота населення становила 216 осіб/км².  Було 759 помешкань (115/км²).
Расовий склад населення:
| - 95,1 % — білих - 0,8 % — чорних або афроамериканців - 0,6 % — азіатів - 0,4 % — корінних американців - 0,1 % — вихідців з тихоокеанських островів - 1,7 % — осіб інших рас |

До двох чи більше рас належало 1,3 %. Частка іспаномовних становила 5,0 % від усіх жителів.
За віковим діапазоном населення розподілялося таким чином: 16,6 % — особи молодші 18 років, 65,8 % — особи у віці 18—64 років, 17,6 % — особи у віці 65 років та старші. Медіана віку мешканця становила 45,0 року. На 100 осіб жіночої статі у селищі припадало 108,5 чоловіків;  на 100 жінок у віці від 18 років та старших — 104,6 чоловіків також старших 18 років.
Середній дохід на одне домашнє господарство  становив 47 299 доларів США (медіана — 36 582), а середній дохід на одну сім'ю — 53 825 доларів (медіана — 45 313). Медіана доходів становила 40 733 долари для чоловіків та 32 083 долари для жінок. За межею бідності перебувало 25,6 % осіб, у тому числі 56,6 % дітей у віці до 18 років та 15,0 % осіб у віці 65 років та старших.
Цивільне працевлаштоване населення становило 678 осіб. Основні галузі зайнятості: виробництво — 19,0 %, освіта, охорона здоров'я та соціальна допомога — 18,7 %, роздрібна торгівля — 14,3 %, мистецтво, розваги та відпочинок — 10,9 %.